# Уличные домогательства
У́личные домога́тельства — форма домогательств, которая берёт начало с древних времён. Попросту это был грабёж, при котором преступники, получая власть над жертвами, забирали всё, что им нравилось или имело ценность. В более позднем периоде когда закон появился на улицах, это стало выражаться в боле мягкой форме и приняло единичные случаи. В эти случаи входят сексуальные домогательства, которые состоят из нежелательных сексуальных комментариев, провокационных жестов, обнажения, преследований, постоянных сексуальных домогательств и прикосновений со стороны незнакомцев в общественных местах, таких как улицы, торговые центры и общественный транспорт.

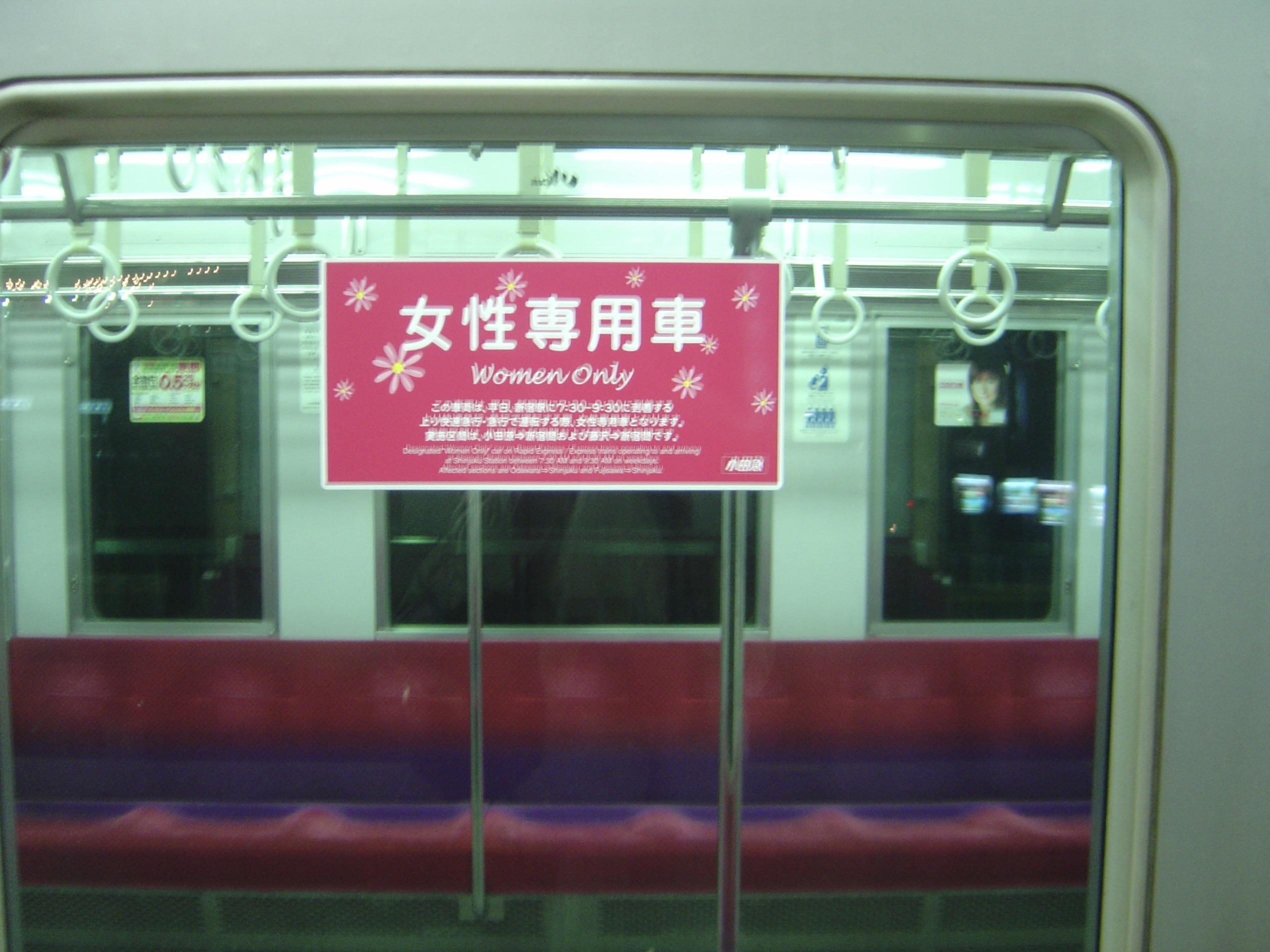
Женский вагон в час пик в региональном поезде между Токио и Хаконэ.

По данным некоммерческой организации Stop Street Harassment, уличные домогательства не ограничиваются действиями или комментариями, имеющими сексуальный подтекст. Уличные домогательства часто включают гомофобные и трансфобные оскорбления, а также ненавистнические комментарии со ссылками на расу, религию, класс, этническую принадлежность и инвалидность. Эта практика основана на власти и контроле и часто является отражением социальной дискриминации и, как утверждается, иногда является результатом отсутствия возможностей для выражения интереса или привязанности (например, неспособности к социальному взаимодействию). 
Жертвами уличных домогательств становятся люди всех полов, но женщины гораздо чаще подвергаются домогательствам со стороны мужчин. 
Согласно Harvard Law Review (1993), уличными домогательствами считаются домогательства, совершаемые в основном незнакомыми мужчинами по отношению к женщинам в общественных местах.

## История
Определённого начала уличных домогательств нет, но обсуждение этой темы началось в 1944 году с изнасилования Реси Тейлор. Розе Паркс было поручено расследовать преступление, в ходе которого Тейлор, темнокожая женщина, была похищена и подвергнута групповому изнасилованию в Аббевилле, штат Алабама. В ответ Паркс начала то, что позже было названо «самой сильной кампанией за равное правосудие за последнее десятилетие».
В 1960-х и 1970-х годах движение под названием «Вернём себе ночь» набрало обороты. Это движение, широко представленное и сегодня, представляет собой международный протест против сексуального насилия в отношении женщин. Take Back the Night стала некоммерческой организацией, целью которой является положить конец всем формам сексуального насилия, включая уличные домогательства.
В 1970 году состоялся «взгляд на Уолл-стрит». Во главе с Карлой Джей женщины прошли маршем по Уолл-стрит с плакатами против уличных домогательств. В качестве смены ролей женщины окликали мужчин, мимо которых проходили, в надежде привлечь внимание к неприятному характеру уличных домогательств, с которыми женщины сталкиваются ежедневно.
В 1994 году Дейдра Дэвис написала научную статью, которая помогла прояснить, что такое уличное преследование, объяснив его пять характеристик: 1) оно происходит в общественном месте, 2) чаще всего происходит между мужчинами и женщинами, 3) выражение «спасибо» домогателю провоцирует дальнейшее домогательство, 4) комментарии часто относятся к тому, что нельзя увидеть на теле женщины, 5) комментарии домогателя, хотя и замаскированные под комплименты, носят объективный и уничижительный характер.

## Распространённость

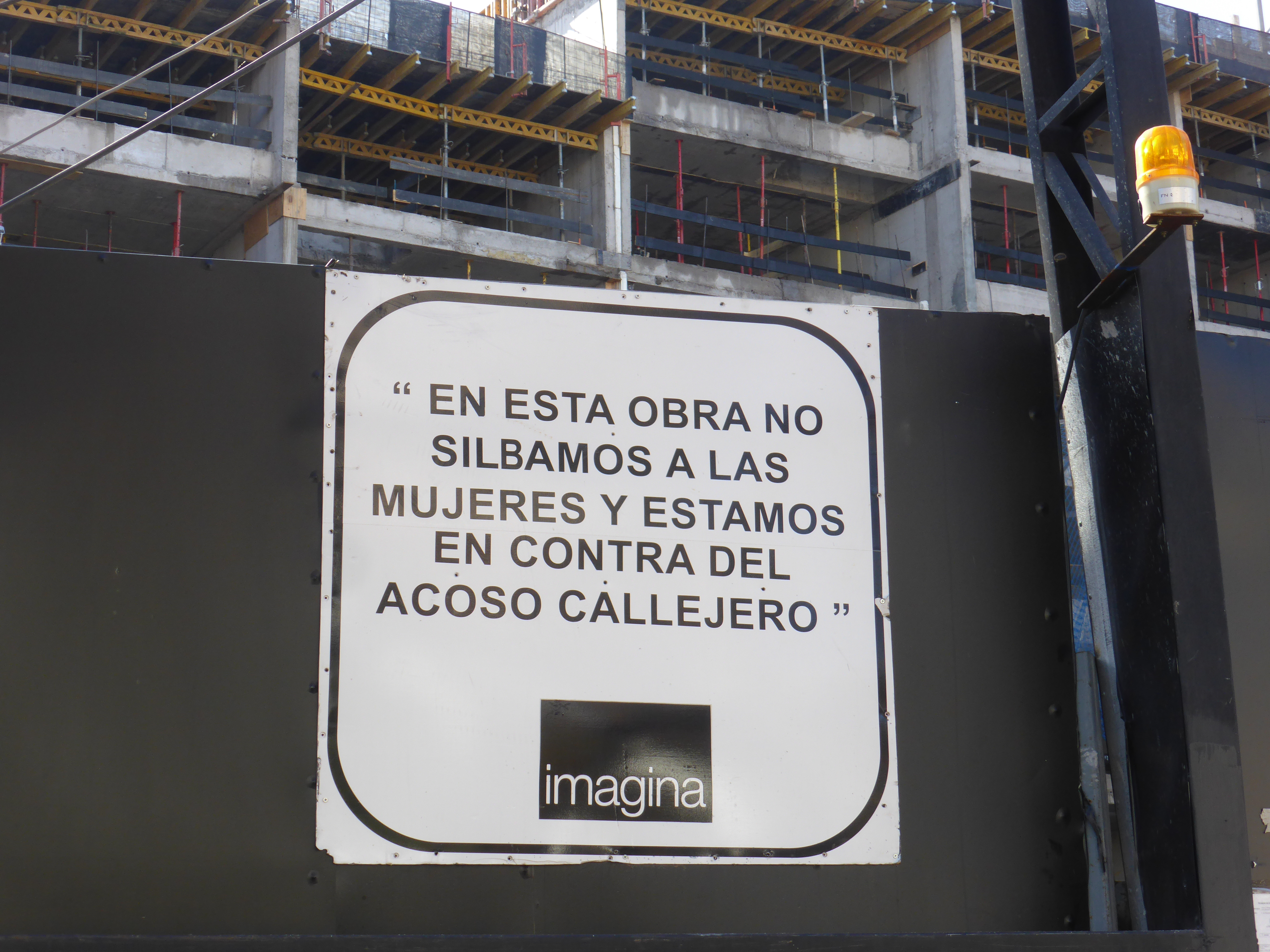
Плакат против домогательств к женщинам. Сантьяго де Чили.

Во всём мире статистика показывает, что 80 % женщин подвергаются, по крайней мере, частым уличным домогательствам, 45 % считают, что они не могут в одиночку ходить в общественные места, 50 % вынуждены переходить улицу, чтобы найти альтернативные пути к месту назначения, 26 % утверждают, что находятся в отношениях, чтобы избежать домогательств, 80 % чувствуют необходимость быть постоянно начеку, пересекая местные улицы, а 9 % были вынуждены сменить работу, чтобы избежать района, в котором произошли домогательства. Эта проблема не только транснациональна, но и транскультурна и затрагивает людей всех национальностей, рас и возрастов — каждый день.
В 1993 году правительство Канады спонсировало крупное исследование под названием «Обзор насилия в отношении женщин». В выборке из более чем 12 000 женщин 85 % заявили, что стали жертвами домогательств со стороны незнакомца. В опросе жителей Пекина, проведённом в 2002 году, 58 % назвали общественные автобусы обычным местом для сексуальных домогательств.
Исследование, проведённое в Австралии, показывает, что почти 90 % женщин подвергались словесным или физическим домогательствам на публике один или несколько раз в своей жизни. В Афганистане исследование, проведённое в том же году, показывает, что распространённость домогательств составила 93 %. Канадские и египетские исследования показывают, что уровень заболеваемости составляет примерно 85 % женщин, подвергшихся уличным домогательствам в прошлом году. В исследовании, проведённом в США, сообщалось, что женщины подвергались домогательствам со стороны незнакомцев ежемесячно (41 %), в то время как значительное меньшинство сообщало о том, что подвергалось домогательствам раз в несколько дней (31 %). Эти статистические данные даны, чтобы показать смысл явления как широко толкуемого, а не воспринимаемого как представитель одного и того же явления, сопоставимого в разных контекстах.
Культурные факторы гибки; следовательно, представители разных национальностей могут по-разному реагировать на уличное преследование. В большей части Южной Азии публичные сексуальные домогательства к женщинам называются «поддразниванием накануне». Испанский термин piropos, наиболее широко используемый в Мексике, имеет аналогичный эффект. Исследования показывают, что то, что считается уличным преследованием, одинаково во всем мире. Многие виновные в этих действиях не охарактеризовали бы их как домогательства, в отличие от большинства получателей. Враждебная среда может интерпретироваться по-разному в зависимости от культурных норм. Исследования показывают, что США придерживаются взглядов «дискриминационного характера», в то время как Европа придерживается взглядов «оскорбления личного достоинства», что означает, что Соединенные Штаты сосредотачиваются на предвзятой стороне домогательств, а Европа сосредотачивается на вторжении в личное пространство. В более широком плане США склонны делать акцент на социальных правилах, а Европа подчеркивает этические и моральные аспекты уличных домогательств. Кросс-культурные исследования сексуальных домогательств противопоставляют индивидуалистические страны, такие как США, Канада, Германия и Нидерланды, коллективистским странам, таким как Эквадор, Пакистан, Турция, Филиппины и Тайвань, и показывают, что люди в индивидуалистических странах чаще подвергаются сексуальным домогательствам и оскорбляются ими, чем жители коллективистских стран. Бразильцы рассматривают сексуальные наклонности как невинное, дружелюбное и безобидное романтическое поведение, в то время как американцы рассматривают их как форму агрессии, иерархии и жестокого обращения. Преследование также несоразмерно направлено на людей, которые воспринимаются прохожими как имеющие маргинальную гендерную идентичность или сексуальную ориентацию.

### Соединенные Штаты
Опрос 2000 американцев был заказан в 2014 году группой активистов Stop Street Harassment и проведен GfK. 25 % мужчин и 65 % женщин сообщили, что в своей жизни подвергались уличным домогательствам. 41 % женщин и 16 % мужчин заявили, что они каким-то образом подвергались физическому насилию, например, их преследовали, мелькали или щупали. Преступниками являются мужчины-одиночки в 70 % случаев для жертв женского пола и в 48 % случаев для жертв мужского пола; 20 % мужчин, подвергшихся домогательствам, стали жертвами одинокой женщины. Для мужчин наиболее частым притеснением были гомофобные или трансфобные оскорбления, за которыми следовали нежелательные подписки, затем освистывание и комментарии по поводу частей тела. Для женщин наиболее распространённым домогательством был кэтколлинг, за которым следовали комментарии по поводу частей тела, нежелательные прикосновения или задевания, а затем сексуальные оскорбления, такие как «сука» или «шлюха».
Для женщин большую часть домогательств совершает совершенно незнакомый человек. Это взято из исследования 1990-х годов, проведенного на Среднем Западе Америки. Выяснилось, что многие женщины неоднократно подвергались уличным домогательствам. Ещё 50 % подвергались физическому преследованию или преследованию таких незнакомцев. Половина опрошенных сообщили, что это домогательство произошло к их 17-летию. В 2014 году исследователи из Корнельского университета и Hollaback! провела крупнейшее международное кросс-культурное исследование уличных домогательств. Данные свидетельствуют о том, что большинство женщин впервые сталкиваются с уличными домогательствами в период полового созревания. Согласно Stop Street Harassment: «В 2014 году общенациональное репрезентативное исследование уличных домогательств в США показало, что половина преследуемых лиц подвергались преследованиям в возрасте до 17 лет». Они также заявляют, что «в неофициальном международном онлайн-исследовании 811 женщин, проведенном в 2008 году организацией Stop Street Harassment, почти каждая четвёртая женщина подвергалась уличным домогательствам к 12 годам (7-й класс) и почти 90 % к 19 годам».

### Египет

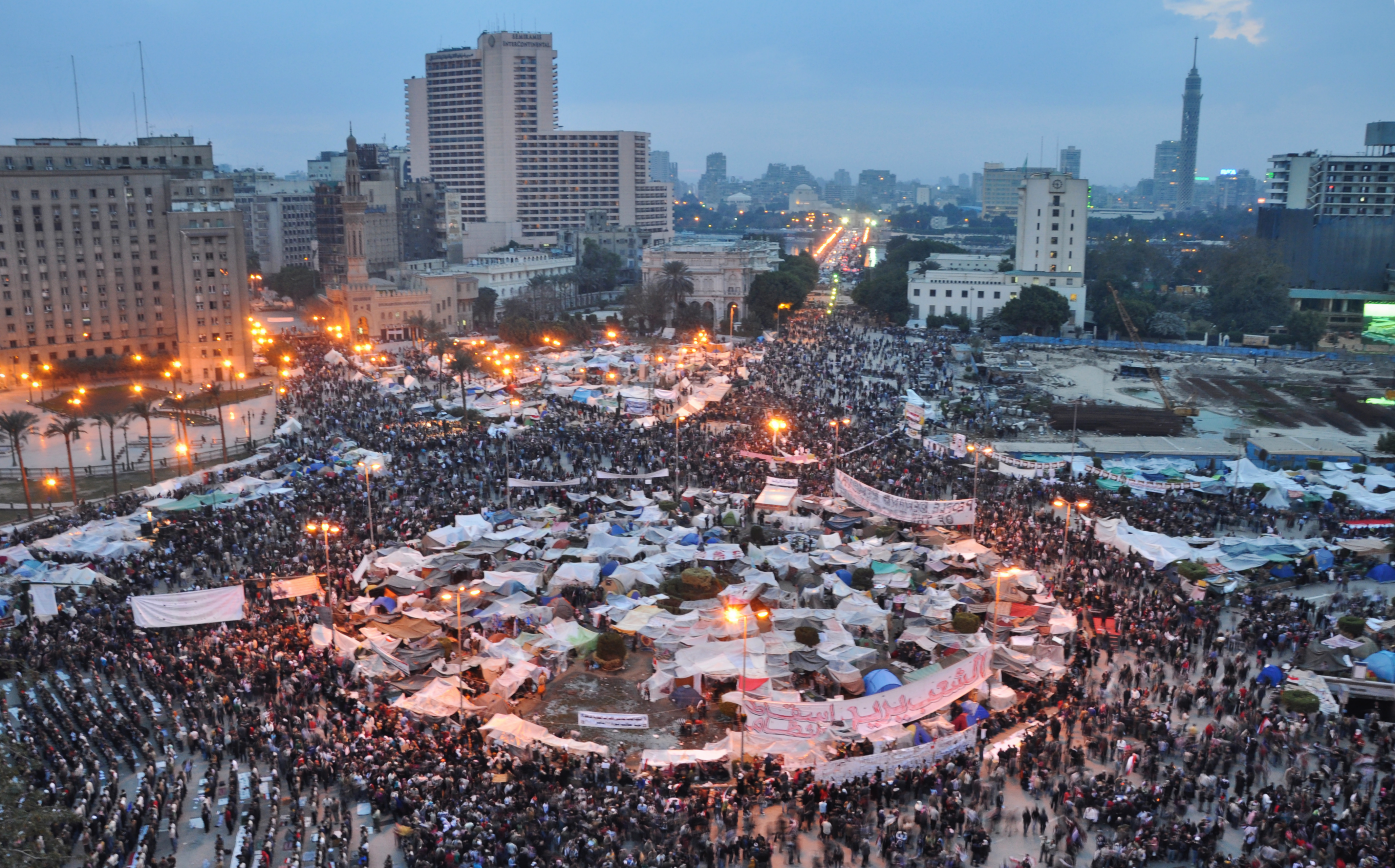
Площадь Тахрир в Каире, где сотни женщин столкнулись с толпой и подверглись сексуальному насилию со стороны мужчин. Акты насилия иногда длились часами.

Опрос 2008 года показал, что 83 % египтянок заявили, что подвергались сексуальным домогательствам, как и 98 % женщин из-за рубежа, находясь в Египте. Исследование структуры «ООН-женщины», проведённое в Египте в 2013 году, показало, что 99,3 % респондентов заявили, что подвергались сексуальным домогательствам.
В период с июня 2012 г. по июнь 2014 г. в Египте было зарегистрировано 500 случаев массовых сексуальных посягательств.

### ЛГБТ-сообщество
66 % респондентов ЛГБТ в опросе Европейского союза 2012 года заявили, что избегают держаться за руки на публике из-за страха преследований и нападений. 50 % заявили, что избегают определённых мест или локаций, а местами, которые они назвали наиболее небезопасными для того, чтобы открыто говорить о своей сексуальной ориентации, были «общественный транспорт» и «улица, площадь, автомобильная стоянка или другое общественное место».
Согласно национальному исследованию Stop Street Harassment, ЛГБТ-мужчины на 17 % чаще подвергаются физически агрессивным домогательствам и на 20 % чаще сталкиваются со словесными домогательствами, чем гетеросексуальные мужчины. В отдельном опросе словесные домогательства были названы наиболее распространённой формой оскорблений. Тем не менее, было также значительное число людей, которые подвергались преследованиям, отказавшись от обслуживания или подвергнувшись физическому преследованию.
Исследование Патрика Макнила из Университета Джорджа Вашингтона в 2014 году показало, что 90 % участников его опроса геев и бисексуальных мужчин заявили, что чувствуют себя «нежеланными на публике из-за своей сексуальной ориентации». 73 % заявили, что за последний год сталкивались с конкретными гомофобными и бифобными комментариями в свой адрес. Почти 70 % сообщили, что к 19 годам они испытали «негативное взаимодействие с общественностью», а 90 % заявили, что испытали это негативное взаимодействие к 24 годам. Некоторые члены сообщества ЛГБТК + сильно страдают от уличных домогательств. 5 % опрошенных сказали, что они переехали в другие районы в ответ на взаимодействие, с которым они столкнулись, а 3 % сообщили о смене работы в ответ на домогательства в сфере их работы.
В национальном опросе, проведенном в Соединенных Штатах Кампанией за права человека, было обнаружено, что женщины чаще подвергаются уличным домогательствам, и 60 % женщин сообщили, что подвергались домогательствам в какой-то момент своей жизни. «Среди ЛГБТ-молодёжи 51 процент подвергались словесным оскорблениям в школе по сравнению с 25 процентами среди учащихся, не принадлежащих к ЛГБТ».
Гарвардское исследование, опубликованное в 2017 году, показало, что в группе из 489 ЛГБТК+ американцев 57 % подвергались оскорблениям. Также было обнаружено, что 53 % опрошенных сталкивались с оскорбительными комментариями. В дополнение к этому, большинство опрошенных упомянули друга или члена семьи, который также был частью сообщества ЛГБТК+, который подвергался преследованиям. 57 % заявили, что их друг или член семьи подвергался угрозам или преследованиям, 51 % заявили, что их друг или член семьи подвергались сексуальным домогательствам, а 51 % сообщили, что в их жизни был кто-то, кто подвергался физическому насилию из-за своей сексуальной ориентации или пола. Исследование также показало, что цветные представители ЛГБТК+ в два раза чаще подвергаются преследованиям на улице или в другом месте, чем их белые коллеги.
Выборочный опрос 331 ЛГБТК-мужчины в 2014 году показал, что это явление происходит во всем мире. 90 % из них утверждали, что их преследовали в общественных местах из-за их предполагаемых различий. Главным образом отсутствие у них традиционно мужских черт выделяло их для жестокого обращения. Это насилие было в основном направлено на то, что они не соответствовали типичным гендерным ролям на публике.

### Последствия уличных домогательств
Физические реакции, физическая безопасность, эмоциональные реакции и психологические симптомы являются последствиями уличных домогательств. Физические воздействия также можно обсуждать с точки зрения физической безопасности женщины. Реципиенты травли описывают физические симптомы как мышечное напряжение, затруднённое дыхание, головокружение и тошноту. Уличные домогательства вызывают у жертв эмоциональные реакции в диапазоне от умеренного раздражения до сильного страха. В ответах женщин на вопросы о домогательствах неоднократно появляются две темы: вторжение в частную жизнь и страх изнасилования. Некоторые учёные считают, что комментарии и поведение домогателя низводят женщин до сексуальных объектов и навязывают это восприятие его цели. Преследование может также научить женщин стыдиться своего тела и ассоциировать своё тело со страхом и унижением из-за размышлений о самобичевании. Исследование, опубликованное в 2010 году, показало, что опыт уличных домогательств напрямую связан с большей озабоченностью своим внешним видом и стыдом тела и косвенно связан с повышенным страхом изнасилования. Женщины, которые обвиняют себя, скорее всего, будут испытывать неприятные симптомы в виде стыда за своё тело, слежки за телом и самообъективации. Этот результат не только вредит самооценке женщины, но также может мешать ей чувствовать себя комфортно со своей сексуальностью.
Уличные домогательства серьёзно ограничивают физическую и географическую мобильность женщин. Это не только снижает чувство безопасности и комфорта женщины в общественных местах, но и ограничивает её свободу передвижения, лишая её свободы и безопасности в общественной сфере. Женщины оценивают своё окружение, ограничивают выбор одежды, носят наушники, предпочитают заниматься спортом в помещении и избегают определённых районов или маршрутов в качестве превентивных мер, чтобы снизить вероятность преследования. В недавних исследованиях уличные домогательства были связаны с косвенными последствиями, снижающими качество жизни женщин. Снижение качества жизни связано с избегающим поведением.
Исследование, проведённое в 2011 году, было направлено на регистрацию последствий уличных домогательств для здоровья женщин и девочек. Выяснилось, что они испытали психический стресс после уличных домогательств. Было обнаружено, что плохое психическое здоровье связано с уличными домогательствами, вызванными паранойей, что определённые места небезопасны. Основной способ, с помощью которого женщины и девушки остановили это, заключался в том, чтобы сократить время, которое они проводили на улице. Однако это негативно повлияло на их способность удержаться на работе или поехать туда, где они могли бы получить медицинскую помощь. Домогательства со стороны незнакомцев снижают чувство безопасности при одиночной прогулке ночью, пользовании общественным транспортом, прогулке в одиночестве, в гараже и дома ночью.
Статья 2000 года, основанная на Канадском обзоре насилия в отношении женщин, показала, что преследование домогательств со стороны незнакомцев в прошлом является важным фактором, влияющим на восприятие женщинами своей безопасности на публике. Преследование со стороны незнакомца, в отличие от знакомого, с большей вероятностью вызовет страх сексуальной виктимизации.

## Мотивация
Согласно исследованию уличных домогательств в Египте, Ливане, Марокко и Палестине, процитированному в статье NPR за 2017 год, более образованные мужчины чаще подвергаются уличным домогательствам. Исследователи объясняют, что «молодые мужчины со средним образованием более склонны к сексуальным домогательствам к женщинам, чем их более старшие, менее образованные сверстники». Исследователи этого исследования объясняют, что основная причина уличных домогательств мужчин состоит в том, чтобы утвердить свою власть. Они делают это, потому что в их жизни есть факторы стресса, такие как обеспечение своих семей, высокий уровень безработицы и политическая нестабильность в их стране. В статье NPR говорится, что мужчины «возлагают большие надежды на себя и не могут их удовлетворить, поэтому они [притесняют женщин], чтобы поставить их на место. Они чувствуют, что мир в долгу перед ними». Исследование показало, что многие мужчины уличные домогательства просто для развлечения; это способ снять стресс: «Когда мужчин, участвовавших в опросе, спросили, почему они подвергают женщин сексуальным домогательствам на публике, подавляющее большинство, до 90 процентов в некоторых местах, сказали, что делали это для развлечения и возбуждения».
В некоторых случаях мужчинам может нравиться делать что-то незаконное или запретное, а некоторые могут испытывать сексуальное удовлетворение от ощупывания, флирта или сексуального унижения. Негативные высказывания также могут быть результатом трансфобии или гомофобии .
По словам доктора Джо Герберта, профессора неврологии из Кембриджа, домогательства также возникают из-за биологической потребности найти себе пару. В отличие от животных, человеческий мозг может когнитивно распознавать, что динамика власти и психологические и физические манипуляции могут быть насильственно использованы на других людях, чтобы заставить их стать партнёрами. Из-за социальных структур и законов для большинства людей более привлекательным является использование психологических методов, что проявляется в различных формах домогательств. По словам доктора Герберта, уличные домогательства — это ещё одна форма сексуального принуждения, направленная на поощрение размножения, что не является общепринятым в обществе.
Австралийский репортёр Элеонора Гордон-Смит записала общение в 2010-х годах в Кингс-Кросс, Новый Южный Уэльс и обнаружила, что мужчинам, которые кокетничали с женщинами, нравилось привлекать внимание, флиртовать и публично выступать. У мужчин также сложилось впечатление, что женщины, которые были предметом их замечаний и жестов, наслаждались вниманием и считали, что помогают женщинам хорошо провести время или делают комплимент о внешнем виде, который будет оценен. Подавляющее большинство женщин в этом районе, напротив, считали такое поведение унизительным, хотели бы избежать его и опасались, что оно может перерасти в физическое насилие. В разговоре с одним мужчиной, который на основании своего опыта счёл, что его кэтколлинг приветствуется, Гордон-Смит отметил, что женщины могут чувствовать давление, чтобы они подыгрывали и притворялись, что наслаждаются вниманием как средством деэскалации ситуации, опасаясь ответной реакции. честная реакция может спровоцировать.

## Общественное отношение
Женщины-жертвы уличных домогательств по-разному реагируют как на невинное, так и на невежливое отношение к ним со стороны мужчин. Однако в контексте культурных различий реакция многих женщин на уличные «замечания» рассматривается как благосклонный комплимент. Исследование автора Элизабет Арведы Кисслинг показывает, что многие туристки, путешествующие по разным странам, становятся свидетелями кажущихся менее серьёзными форм уличных домогательств, таких как свист и преследование, и они рассматривают эти действия как стимулирование эго, а не как неудобство. Независимо от того, воспринимается ли уличное преследование как льстивое или оскорбительное, оно считается произвольным действием, дегуманизирующим людей.
YouGov провела опрос около 1000 американцев в августе 2014 года. По их результатам, 72 % заявили, что никогда не уместно освистывать, 18 % сказали, что иногда уместно освистывать, а 2 % сказали, что это всегда приемлемо. Большинство (55 %) назвали кэтколлинг «домогательством», а 20 % назвали его «лестным». Американцы в возрасте от 18 до 29 лет чаще всего считали кэтколлинг лестным.
Подавляющее большинство женщин, участвовавших в исследовании в районе Кингс-Кросс, сочли такое поведение унизительным, хотели бы избежать его и опасались, что оно может перерасти в физическое насилие. В более репрезентативной выборке опрос 2014 года в США показал, что 68 % подвергшихся домогательствам женщин и 49 % домогавшихся мужчин были «очень или в некоторой степени обеспокоены» эскалацией ситуации. Как упоминалось выше, Гордон-Смит указал, что причина такой разницы может заключаться в том, что притворство, что вы наслаждаетесь вниманием, было одним из способов избежать провоцирования эскалации, которая могла привести к физическому нападению. Исследование, проведенное в США, показало, что 31 % женщин ответили тем, что вышли на улицу с другими людьми, а не в одиночку, а 4 % всех жертв серьёзно изменили свою жизнь, чтобы избежать домогательств, таких как переезд или увольнение с работы.
Многие теоретики рассматривают положительную реакцию женщин на уличные домогательства как форму гендерной дискриминации и то, как женская иерархия навязывается женщинам. Некоторым женщинам легкое уличное домогательство может показаться безобидным и благоприятным; таким образом, некоторые теоретики оценивают этих женщин как «жертв ложного сознания», которым не хватает самоценности и феминизма.

## Представительство в СМИ
Основные средства массовой информации, в том числе любые печатные издания, телевизионные передачи, социальные сети или другие источники информации в Интернете, обычно представляют сексуальные и уличные домогательства с использованием чрезмерно упрощённых повествований и делегитимизирующих формулировок. В средствах массовой информации существует тенденция изображать проблему домогательства как отражение индивидуального отклонения, обычно подчеркивая аспекты неправомерных действий одной стороны по отношению к другой. В то время как гуманитарные и феминистские исследования определяют любую степень сексуальных домогательств как проявление гендерного угнетения и дискриминации в обществе, основные источники средств массовой информации редко сообщают, что домогательства проистекают из системного гендерного неравенства, или вводят диалог в контексте более широких проблем.
Ещё один способ, с помощью которого основные СМИ формируют общественное мнение о домогательствах, — это включение консервативных сообщений в свою аудиторию, в частности, с помощью обесценивающей риторики. Как и в случае с другими формами притеснения женщин, язык, представленный источниками в СМИ, обычно подрывает обоснованность жалоб на уличное домогательство. Чрезмерное использование слов «предполагаемый», «ожидаемый» немедленно создает ощущение неуверенности в отношении заявлений о преследовании и нападении, тем самым налагая на жертву чувство ответственности и/или вины.
В то время как Интернет, особенно социальные сети, предоставляет новую платформу для действий против уличных домогательств, он стал источником частых словесных оскорблений в отношении пользователей. Преследование, с которым жертвы могут столкнуться в реальной жизни на улицах, транслируется на общественный онлайн-форум Twitter . В тематическом исследовании после хэштега #mencallmethings, созданного в ноябре 2011 года, в основном женщины-пользователи Твиттера публиковали и обсуждали примеры домогательств, которым они подвергались в Интернете от мужчин. Тем не менее, в ходе использования этого популярного хэштега твиты, предназначенные для просвещения, обмена историями и создания чувства единения между жертвами, часто вызывали негативную реакцию со стороны пользователей Твиттера мужского пола, демонстрируя, что в неконтролируемом медиа-источнике голоса женщин о домогательствах снова замолчал.
В то время как интернет-троллинг (определяемый как агрессивное онлайн-поведение) распространён в нескольких интернет-кругах, проявление гендерного общества, которое нормализует уличные домогательства, приводит к определённому типу интернет-агрессии, который учёные-феминистки называют «гендерным троллингом». Гендертроллинг считается более опасной формой присутствия в социальных сетях, которая совпадает с ответами на посты #mencallmethings. Что позволяет гендерному троллингу стать разрушительным для его жертв, так это предписывающие признаки оскорблений по признаку пола, разжигания ненависти, достоверных угроз, необычной интенсивности, размаха, продолжительности нападений и реакции на высказывания женщин, которые схожи с уличными домогательствами.

## Активизм
Общественная активность против уличных домогательств возросла с конца 2000-х годов. Группа под названием Stop Street Harassment начала свою деятельность как блог в 2008 году и стала организацией в 2012 году. общественное действие". В 2010 году организация Stop Street Harassment начала ежегодную «Международную неделю против уличных домогательств». В течение третьей недели апреля люди со всего мира участвовали в «маршах, митингах, семинарах и мелом на тротуарах», чтобы привлечь внимание к этой проблеме. Ещё одна группа под названием Hollaback! была основана в 2010 году.
Активисты использовали вирусные видеоролики, чтобы обнародовать частоту нежелательных комментариев, которые женщины получают в общественных местах.
Один американский уличный художник использовал Kickstarter для сбора денег на кампанию под названием «Хватит говорить женщинам, чтобы они улыбались». Художница публикует портреты себя и других девушек, сопровождая их сообщениями против уличных домогательств.
Жительница Миннеаполиса создала набор печатных «Карточек против домогательств» (в честь игры «Карты против человечества»), которые она раздает уличным домогательствам. Карточки предназначены для того, чтобы объяснить уличным домогателям, почему их комментарии нежелательны.
Глобальная инициатива «Безопасные города», созданная ООН-Хабитат в 1996 году, представляет собой подход к борьбе с домогательствами в общественных местах посредством партнерства с городскими сообществами, местными организациями и муниципальными органами власти. Действия, предпринятые для решения этой проблемы, включают улучшение дизайна улиц и освещения в городских районах. Комиссия Организации Объединённых Наций по положению женщин (CSW), подкатегория Структуры «ООН-женщины», стремится расширять права и возможности женщин и выступать за гендерное равенство. В марте 2013 г. он впервые включил в свои " Согласованные выводы " несколько пунктов, посвященных сексуальным домогательствам в общественных местах.
В исследовании 2016 года, опубликованном в The British Journal of Criminology, рассматривается, в какой степени онлайн-сайты служат формой неформального правосудия для жертв уличных домогательств. Результаты показывают, что люди испытывают «подтверждение» или «подтверждение» после самораскрытия своего опыта в Интернете и могут получить признание или поддержку при этом. Примечательно, что некоторые люди чувствуют себя повторно жертвами или переживают повторную травму. Было обнаружено, что онлайн-правосудие ограничено, но, в частности, в случае уличных домогательств жертвы могут добиться той или иной формы правосудия.
В 2018 году Plan International UK запустила кампанию под названием #ISayItsNotOk, чтобы остановить уличное преследование девочек и привлечь внимание общественности к этой проблеме. Эта кампания привлекла большое внимание общественности и заставила девушек и женщин в Великобритании поделиться своими историями уличных домогательств. В 2019 году другая группа в Великобритании под названием «Наши улицы сейчас» запустила кампанию, направленную на то, чтобы объявить уличное преследование девочек, женщин и трансгендеров уголовным преступлением, а также информировать школьников об уличных домогательствах, чтобы «девочки научились их избегать и мальчики никогда не становятся виновниками этого». В конце ноября 2020 года Plan International UK и Our Streets Now объединились для создания кампании #CrimeNotCompliment и объявления публичных сексуальных домогательств преступлением.

## Правовой статус
В некоторых юрисдикциях некоторые формы уличных домогательств являются незаконными.

### Франция
В 2018 году Франция объявила вне закона сексуальные домогательства на улицах, приняв закон, объявляющий, что за кокетство на улицах и в общественном транспорте взимается штраф в размере до 750 евро, а за более агрессивное и физическое поведение — больше. Закон также гласил, что секс между взрослым и подростком в возрасте 15 лет и младше может считаться изнасилованием, если более молодой человек признан недееспособным дать согласие. Он также даёт несовершеннолетним жертвам изнасилования дополнительное десятилетие для подачи жалоб, продлевая крайний срок до 30 лет с момента достижения ими 18-летнего возраста. Этот закон был принят после того, как многие люди были возмущены нападением мужчины на женщину (Мари Лагерр) из-за её реакции на его преследование её.

### Нидерланды
В 2017 году в голландских городах Амстердам и Роттердам был введён местный запрет (Algemene Plaatselijke Verordening, APV) на уличное преследование (известный в СМИ как sisverbod или «запрет на шипение»). В 2018 году 36-летний мужчина из Роттердама был осуждён окружным судьей (kantonrechter) к уплате двух штрафов по 100 евро за сексуальные домогательства к 8 женщинам на улице. В декабре 2019 года Апелляционный суд в Гааге постановил, что сексуальные домогательства доказаны, но не являются незаконными, поскольку местные законы неконституционны в соответствии со статьей 7 (Свобода выражения мнений) Конституции Нидерландов. Только Палате представителей и Сенату разрешено издавать законы (на национальном уровне), ограничивающие части Конституции; муниципалитеты Амстердама и Роттердама не имели таких полномочий, поэтому предыдущее решение было отменено. Несколько политиков были разочарованы отменой (депутат Дилан Ешилгоз-Зегериус утверждал, что подход лучше всего подходит для местных условий, а не стандартизирован на национальном уровне) и заявили о своём намерении принять национальное законодательство об уличных домогательствах.

### Перу
В Перу с марта 2015 года действуют законы против уличных домогательств.

### Филиппины
16 мая 2016 г. в городе Кесон-Сити на Филиппинах, где наблюдается высокий уровень уличных домогательств, было принято постановление против уличных домогательств, таких как крики кошек и свист волков, штраф в размере от 1000 до 5000 песо и лишение свободы сроком на 1 месяц. В 2019 г. на Филиппинах вступил в силу Республиканский закон 11313, известный как Закон о безопасных пространствах; он наказывает за женоненавистнические действия, сексистские оскорбления, насвистывание волков, свист, навязчивые взгляды, проклятия и настойчивые рассказы сексуальных шуток на публике или в Интернете. Наказания включают штрафы или тюремное заключение в зависимости от серьёзности преступления.

### Соединённые Штаты
В Соединённых Штатах законы, касающиеся уличных домогательств, находятся в ведении отдельных штатов. В Иллинойсе есть законы, касающиеся уличных домогательств. Несмотря на то, что оскорбительные высказывания и разжигание ненависти являются потенциальным предшественником физического нападения и даже убийства, они защищены Первой поправкой . Хотя правонарушителю по закону разрешено выкрикивать непристойности, другие действия, такие как публичное непристойное поведение и сексуальные домогательства, являются вопиющими нарушениями закона. Оскорбительные высказывания и разжигание ненависти как формы уличных домогательств часто используются в качестве улик против рецидивистов.
Отказ общественности от криминализации оскорбительных высказываний и разжигания ненависти в связи с Первой поправкой представляет собой проблему для правовой системы. Вопреки распространенному мнению, этого идеала придерживаются не только те, кого не затрагивают уличные притеснения; жертвы и пережившие оскорбительные высказывания и разжигание ненависти неохотно выступают против этого права, закрепленного в Первой поправке. И наоборот, общественность не решается полагаться на закон в своей повседневной жизни, поскольку предпочитает автономию, независимо от того, насколько серьёзной может быть ситуация.
В серии интервью, проведенных Лаурой Бет Нильсон в 2000 году по поводу отношения общественности к закону и уличным преследованиям, были предложены четыре парадигмы. Парадигма свободы слова основана на идеале верности идеологии Первой поправки. Парадигма автономии основана на стремлении к самоуправлению. Парадигма непрактичности основана на невозможности регулирования в отношении оскорбительной речи и языка ненависти. Наконец, парадигма недоверия к власти основана на недоверии к законным чиновникам для обеспечения соблюдения законов. Эти четыре парадигмы иллюстрируют причину отсутствия уголовной ответственности за уличное домогательство.